# 若望保祿二世半島
若望保祿二世半島是南極洲的半島，位於南設得蘭群島的利文斯頓島北岸，長13公里、寬8公里，北端是希里夫角，以前任教宗若望·保祿二世命名。

## 外部連結
- SCAR Composite Antarctic Gazetteer.（页面存档备份，存于）

62°31′43″S 60°45′58″W / 62.52861°S 60.76611°W